# Karawełowo (obwód Jamboł)
Karawełowo (bułg. Каравелово) – wieś w południowo-wschodniej Bułgarii, w obwodzie Jamboł, w gminie Tundża. Według danych Narodowego Instytutu Statystycznego, 31 grudnia 2011 roku wieś liczyła 327 mieszkańców.